# 테미오래
테미오래는 충청남도지사공관을 포함하여 공무원 관사로 사용되었던 건물이 밀집되어 있는 대전광역시의 지역이다. 과거에는 관사촌으로 불렸으며, 2018년 공모를 통해 현재의 명칭으로 변경되었다. 테미오래에서 테미는 관사촌이 위치한 마을의 이름이며, "테미오래"는 "테미로 오라"와 "테미의 오랜 역사"를 중의적으로 의미한다. 관련 법규로 "대전광역시 테미오래 설치 및 운영 조례"가 제정되어 있다.

## 역사
충청남도청의 이전과 동시에 건립이 추진되어 1932년에 충청남도지사공관와 함께 주임관사 1호부터 6호까지 건립되었으나,:32 당시 건립된 3호와 4호는 소실되었다.:33 2012년 충청남도청이 내포신도시로 이전할 때까지 관사로 이용되었다.:32 대전광역시는 충청남도로부터 관사촌 부지를 매입하여, 2018년 공모전을 통해 명칭을 테미오래로 변경하였다. 2019년 4월 6일에 개관식을 개최하면서 일반 시민에게 전면 개방되었다.

## 건물 목록
| 명칭             | 준공   | 비고                   |
| ---------------- | ------ | ---------------------- |
| 충청남도지사공관 | 1932년 | 대전문화재자료 제49호  |
| 1호 관사         | 1932년 | 국가등록문화재 제101호 |
| 2호 관사         | 1932년 | 국가등록문화재 제101호 |
| 3호 관사         | 1932년 |                        |
| 5호 관사         | 1932년 | 국가등록문화재 제101호 |
| 6호 관사         | 1932년 | 국가등록문화재 제101호 |
| 7호 관사         | 1979년 |                        |
| 8호 관사         | 1976년 |                        |
| 9호 관사         | 1979년 |                        |
| 10호 관사        | 1976년 |                        |

## 갤러리

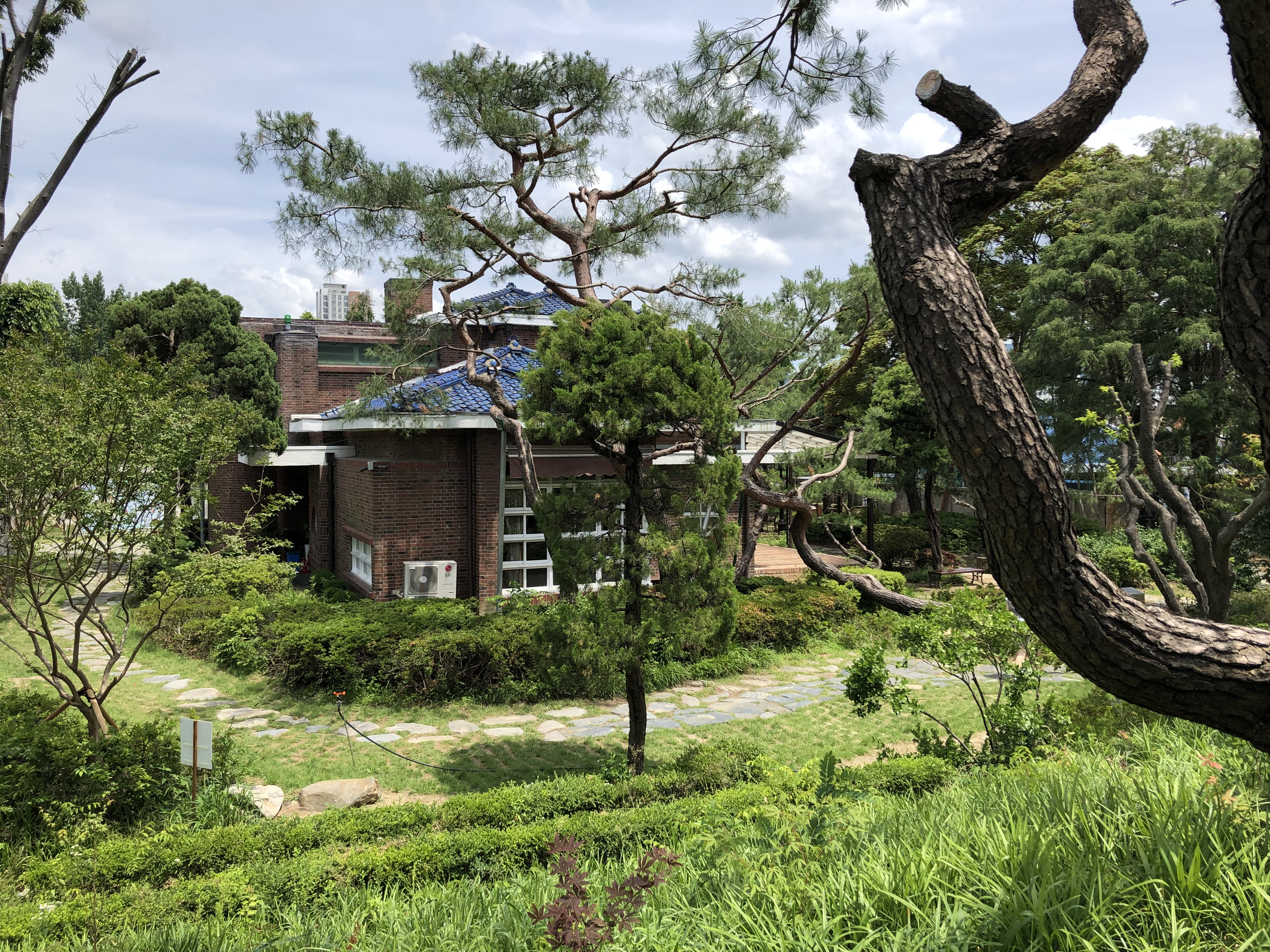
충청남도지사공관
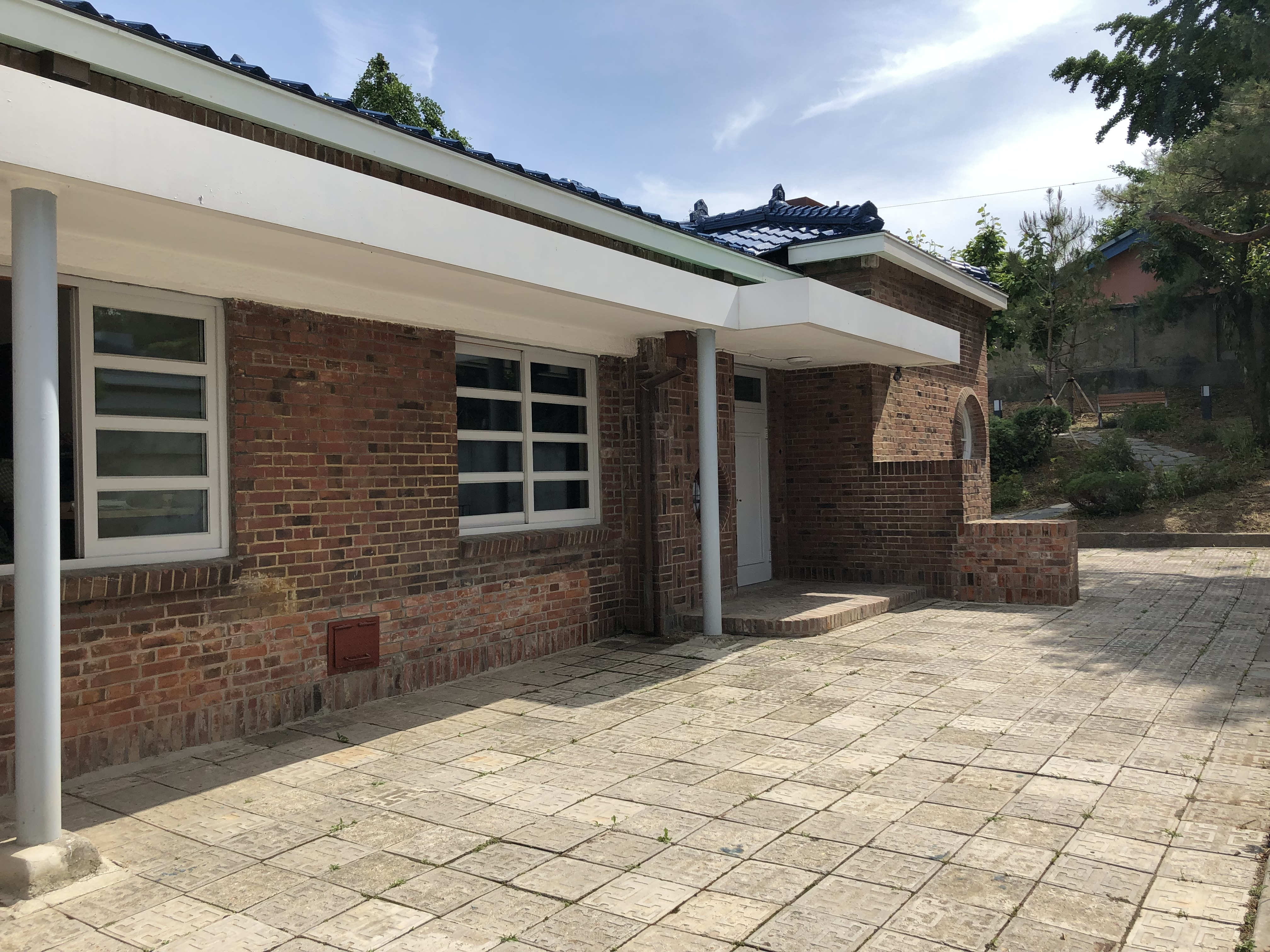
1호 관사
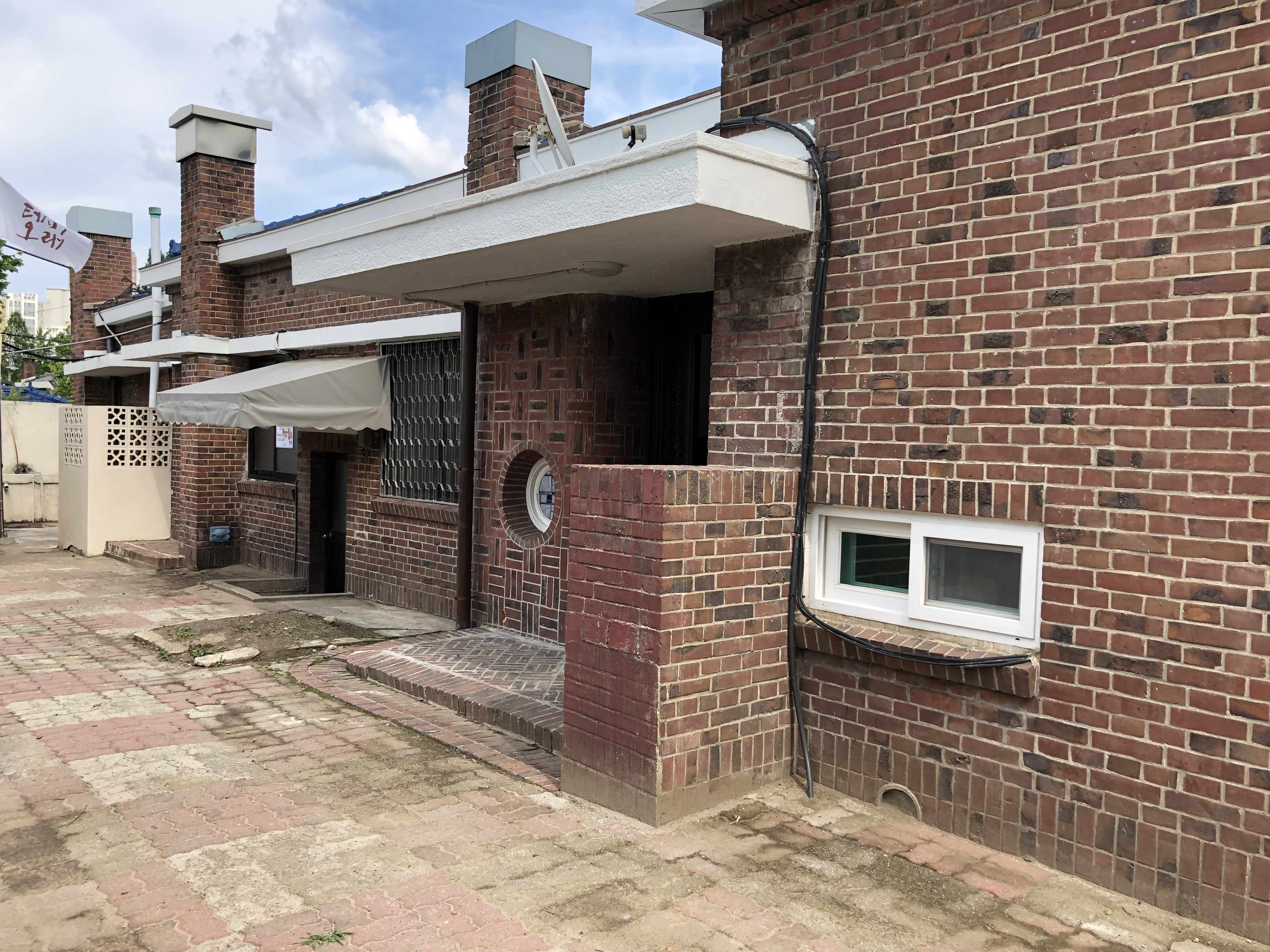
2호 관사
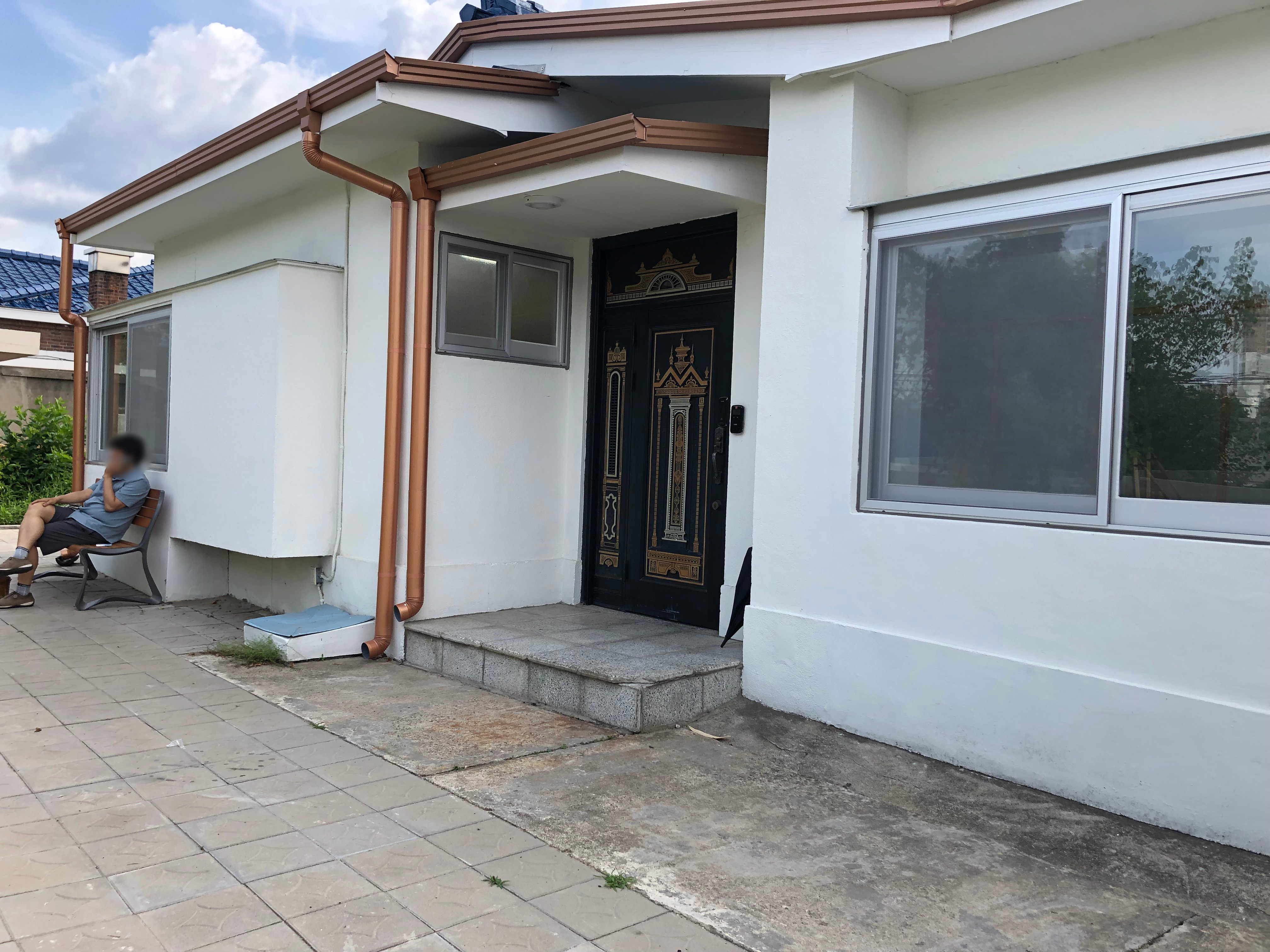
3호 관사
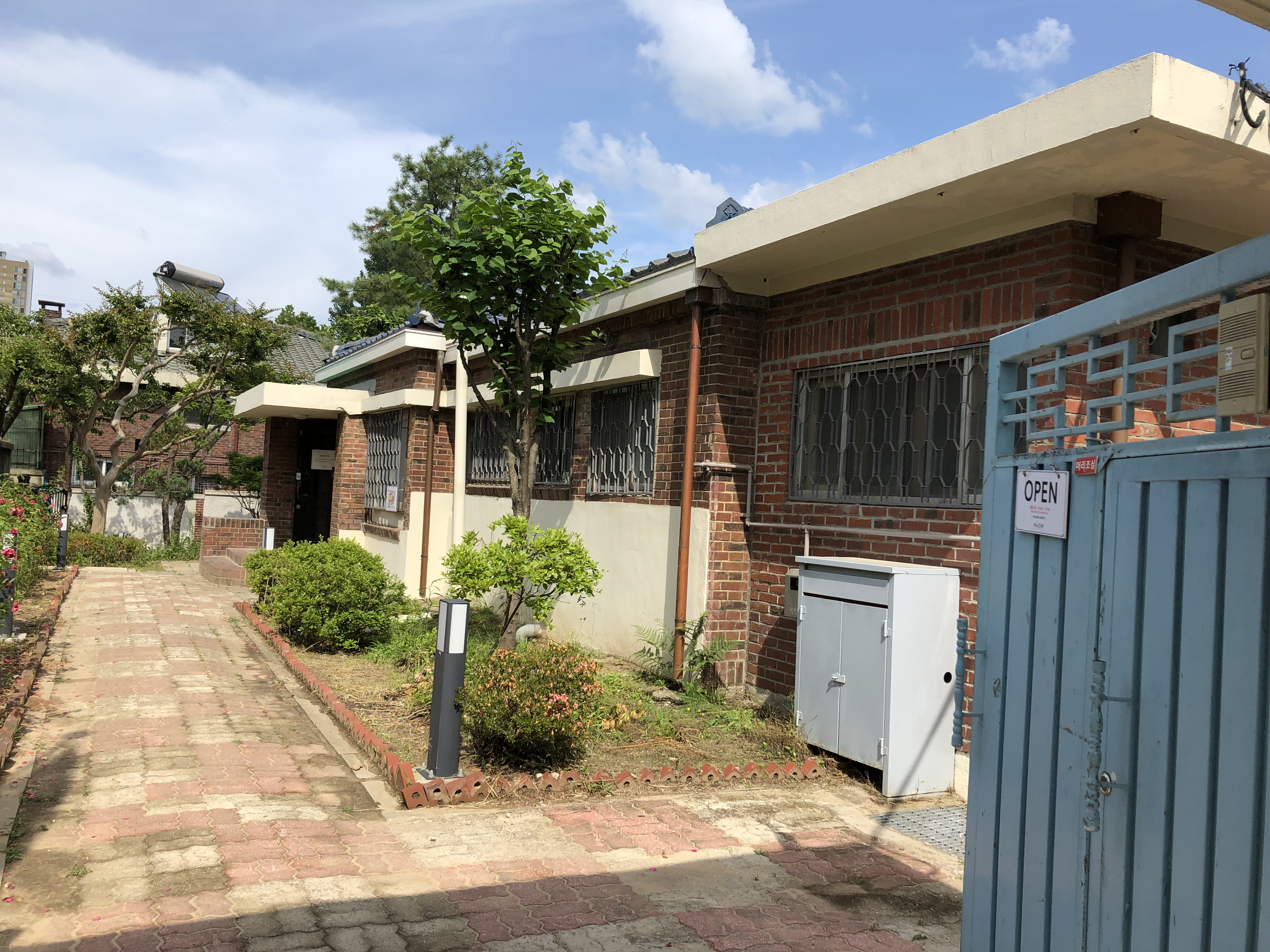
5호 관사
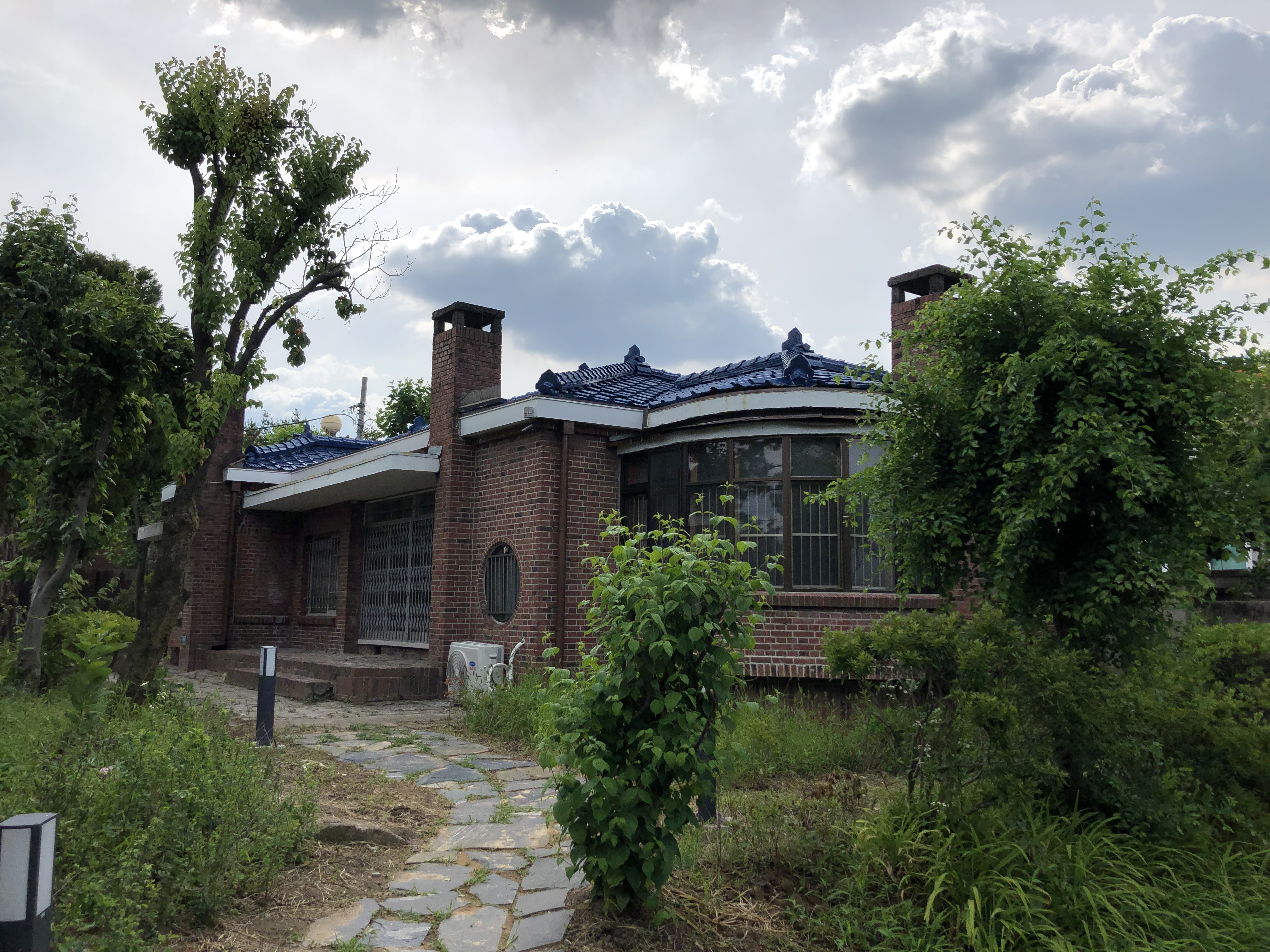
6호 관사
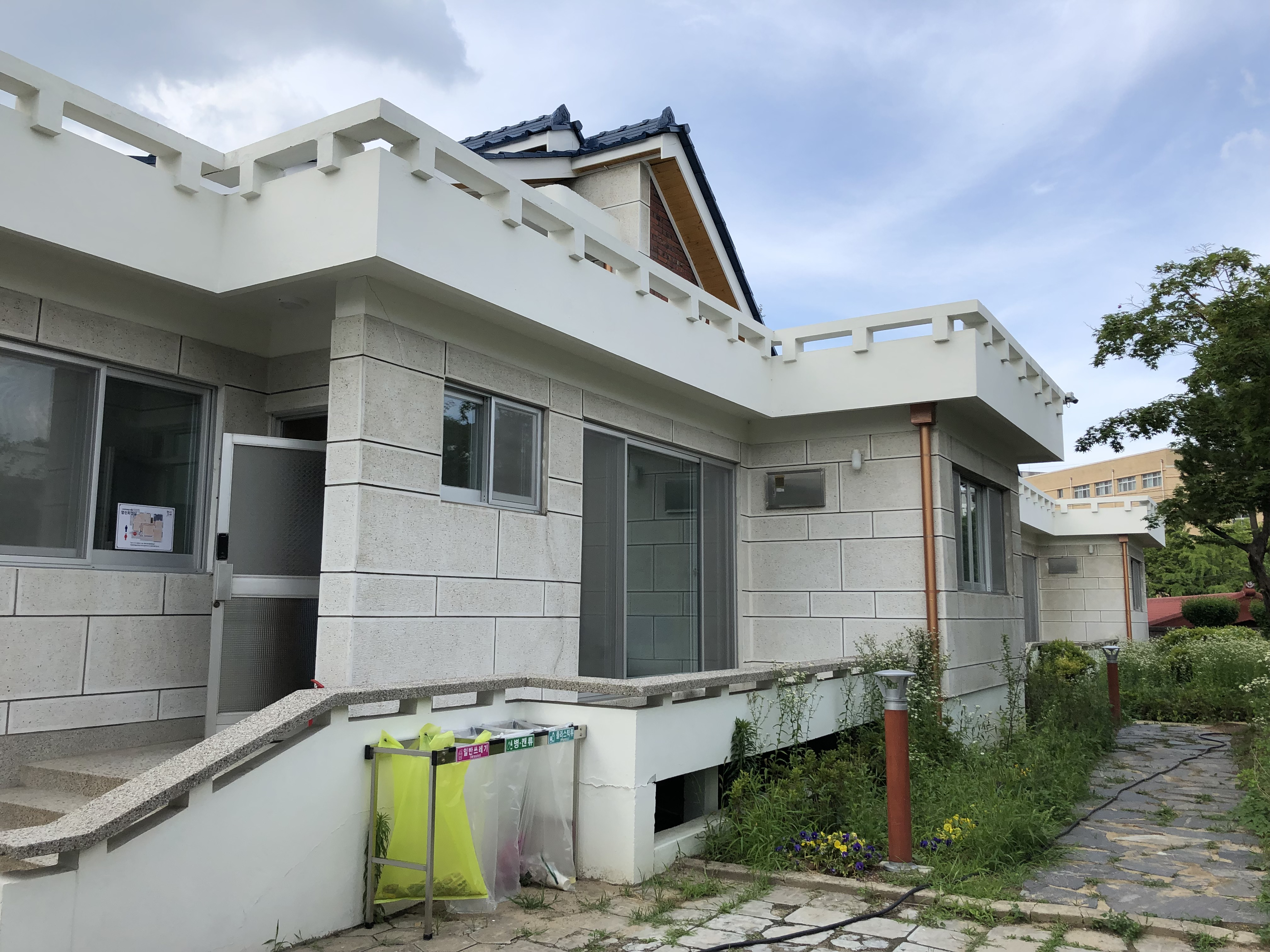
10호 관사